# Dubplate

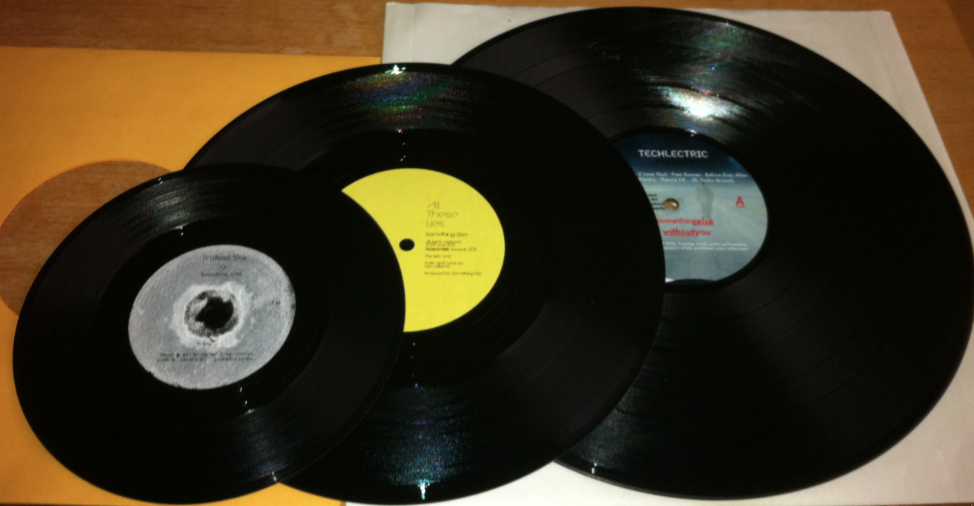
Dubplates dos três tamanhos principais

O dubplate é um disco de acetato  - geralmente de 10 polegadas de diâmetro - usado em estúdios para o controle de qualidade e gravações de teste antes da etapa de masterização e posterior prensagem do registro a ser produzido em massa em vinil. É um disco de acetato prensado por unidade e tocado por tempo limitado devido ao desgaste que sofre com o tempo. Foi muito usado na Cultura Sound System e no reggae e ainda é muito usado por produtores de Drum'n'bass que se recusam a usar o CD. 
Dentro da Cultura Sound System hoje, o dubplate ainda é usado em formato de gravações exclusivas dos grandes hits de cada cantor.
Uma equipe de Sound System ou DJ pode gravar suas próprias versões exclusivas diretamente com o cantor original da música, fazendo alterações na letra para que fale sobre sua equipe ou até trocando a base original em que foi gravada, criando uma nova versão exclusiva.
Na batalha entre sound systems conhecida como Sound Clash, os dubplates são usados como "armas musicais", 
sendo essas as músicas que vão fazer o baile de cada equipe mais especial ainda e mostrar ao público o quanto cada equipe sabe sobre a Reggae Music.